# گیوم دو لا پریر
گیوم دو لا پریر (به فرانسوی: Guillaume de la Perrière) نویسنده و محقق قرن شانزدهم میلادی اهل فرانسه است.

## نگارخانه

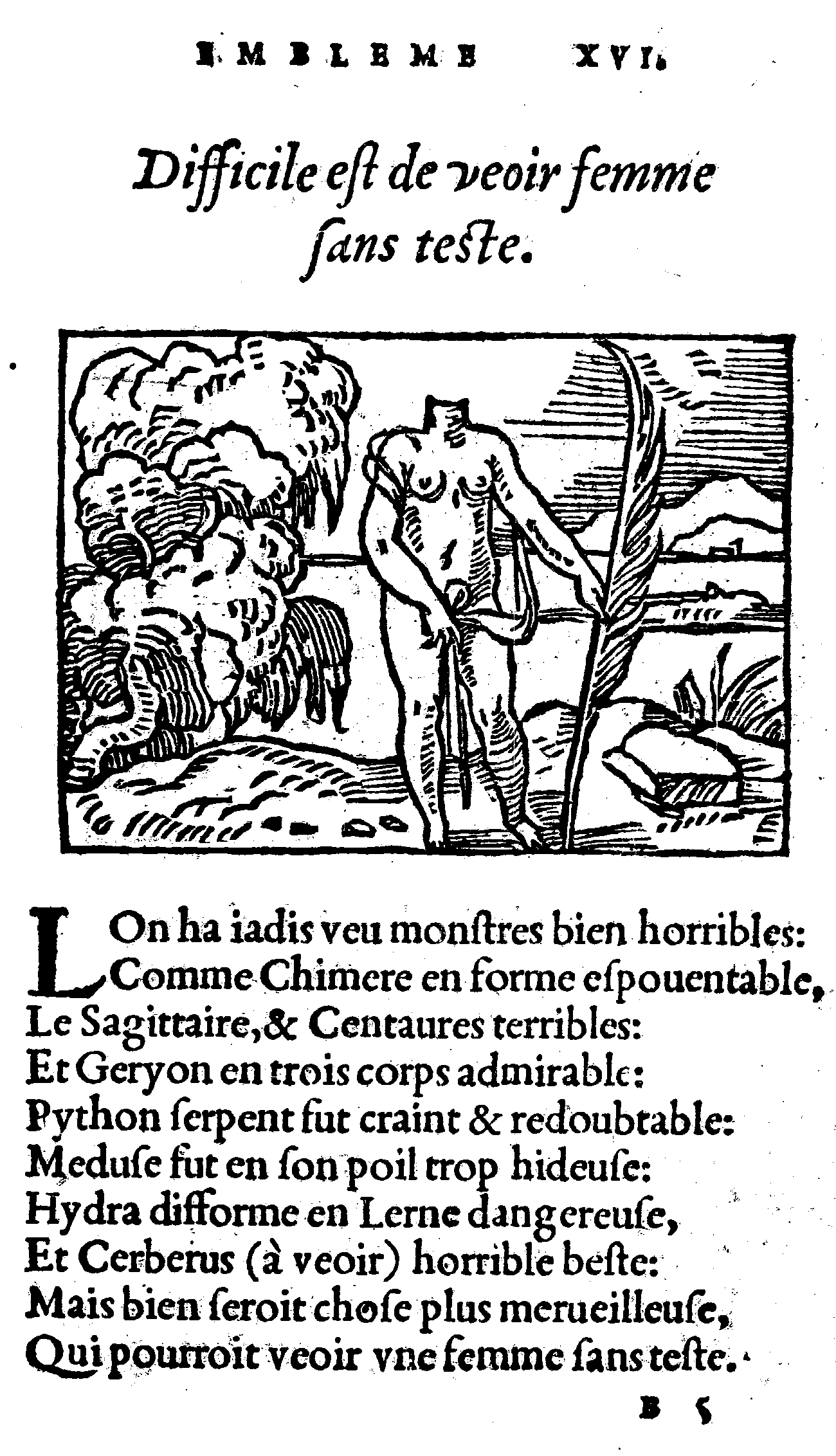
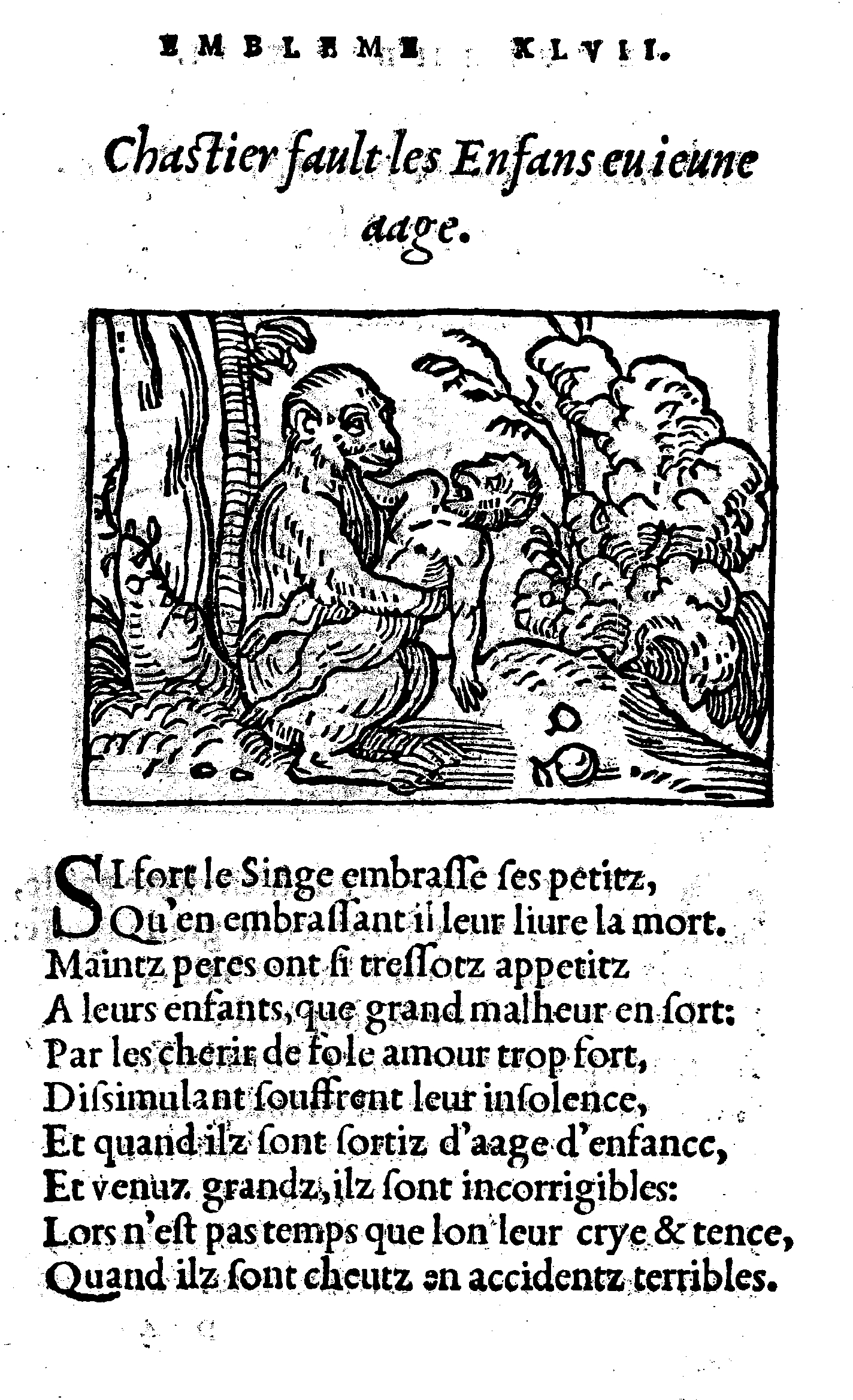
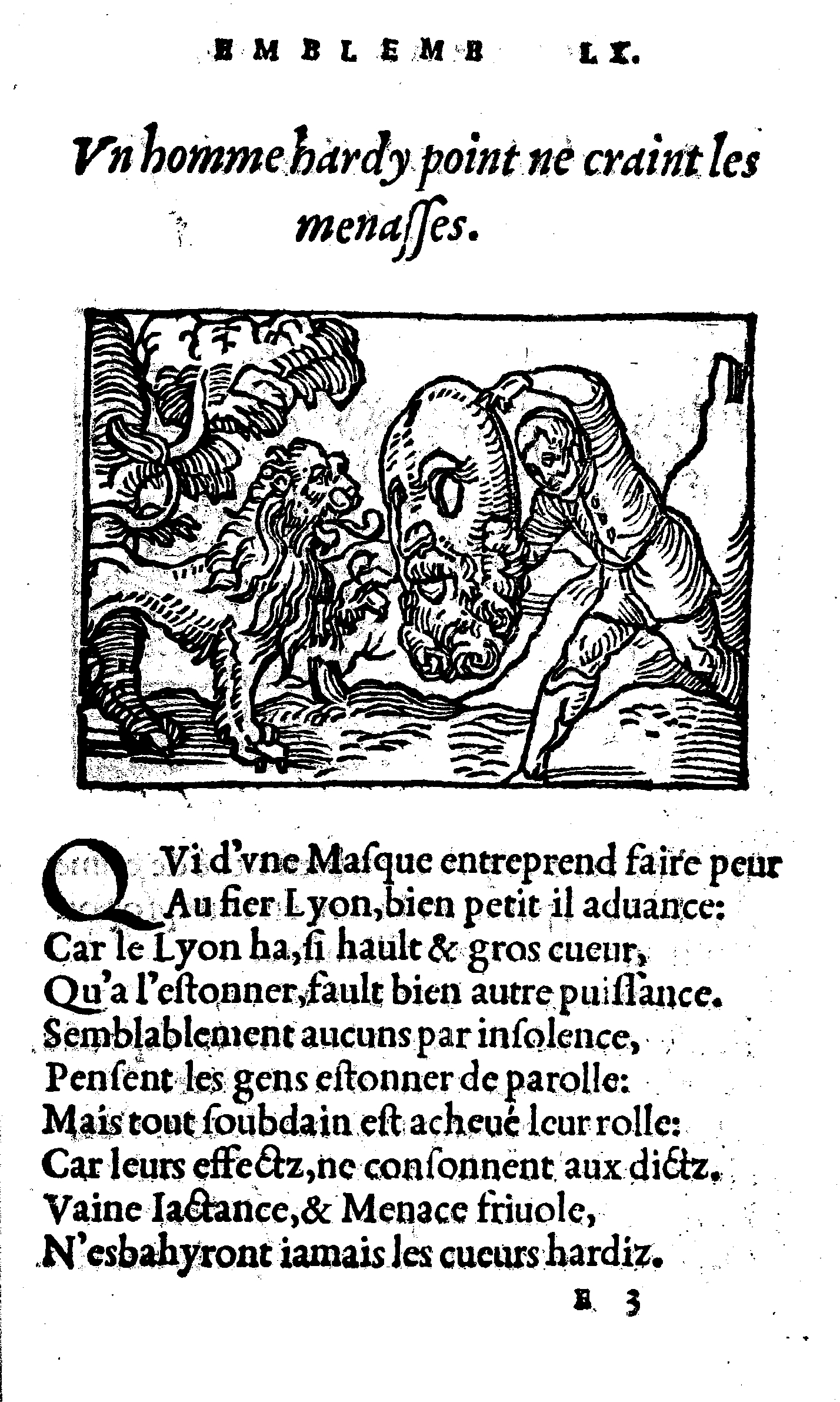